# Revolution Radio
Revolution Radio je dvanácté studiové album americké skupiny Green Day. Vydáno bylo 7. října 2016 společností Reprise Records. První singl z desky „Bang Bang“ byl představen již 11. srpna toho roku.

## Seznam skladeb
1. „Somewhere Now“
2. „Bang Bang“
3. „Revolution Radio“
4. „Say Goodbye“
5. „Outlaws“
6. „Bouncing Off the Wall“
7. „Still Breathing“
8. „Youngblood“
9. „Too Dumb to Die“
10. „Troubled Times“
11. „Forever Now“
12. „Ordinary World“

## Obsazení
- Billie Joe Armstrong – zpěv, kytara
- Mike Dirnt – baskytara, doprovodné vokály
- Tré Cool – bicí, perkuse, doprovodné vokály